# Saint-Ouen-le-Brisoult
Saint-Ouen-le-Brisoult là một xã ở tỉnh Orne Hauts-de-France tây bắc nước Pháp. Xã Saint-Ouen-le-Brisoult nằm ở khu vực có độ cao trung bình 200 mét trên mực nước biển.

## Biến động dân số
| Năm                      | Dân số |
| 1962                     | 200    |
| 1968                     | 172    |
| 1975                     | 138    |
| 1982                     | 125    |
| 1990                     | 121    |
| 1999                     | 105    |
| 2006                     | 141    |
| dân số không tính trùng. |        |